# Oldsmobile 60
Der Oldsmobile 60, auch noch – wie sein Vorgänger – Oldsmobile F-Serie genannt,  war ein Pkw der oberen Mittelklasse, der von 1939 bis 1948 von Oldsmobile, einer Marke von General Motors, gebaut wurde. Er war das Einstiegsmodell der Marke.

## Produktionsgeschichte
Im ersten Produktionsjahr hatte der 60 einen seitengesteuerten Reihensechszylindermotor mit 3523 cm³ Hubraum, der bei 3400 min−1 90 bhp (67,1 kW) leistete. Gegenüber dem Vorgänger waren die Gürtellinie etwas niedriger und die Kotflügel vorn eleganter geschwungen. Neben dem Hauptkühlergrill unter der Alligator-Motorhaube trug der Oldsmobile 60 kleine Seitengrills unter den Scheinwerfern. Er war als zwei- oder viertürige Fließhecklimousine mit fünf Sitzplätzen oder als zweitüriges Club- oder Business-Coupé mit drei Sitzplätzen erhältlich.
Im Folgejahr ließ man den Namen F-Serie fallen und gab dem 60 den Beinamen Special. Er hatte jetzt auch den größeren Motor der Serie 70 mit 3769 cm³ Hubraum und 95 bhp (70,8 kW) Leistung. Die Aufbauten waren 9″ (225 mm) länger als beim Vorgänger und fielen etwas runder aus. Zu den oben erwähnten Karosserien gab es nun auch ein 2-türiges Cabriolet und einen 5-türigen Kombi.
1941 legten die Wagen erneut an Größe zu und bekamen, wie der 70, den nochmals größeren Motor mit 3900 cm³ Hubraum und 100 bhp (74,6 kW). In diese größeren Wagen passte auch der Achtzylindermotor aus dem Modell 90 mit 4211 cm³ Hubraum und 110 bhp (82 kW) Leistung bei 3400 min−1. 1942 kam noch eine Stufenhecklimousine mit 4 Türen dazu und der Kühlergrill zeigte eine breite, waagerechte Chromspange. Die Modelle wurden, je nach Motorausstattung, 66 oder 68 genannt. Am 5. Februar 1942 wurde die Fertigung kriegsbedingt eingestellt.
1946 wurde die Vorkriegsserie 60 wieder aufgelegt, allerdings zunächst nur mit dem Sechszylindermotor als zwei- und viertürige Fließhecklimousine, viertürige Stufenheck-Limousine, zweitüriges Cabriolet und fünftüriger Kombi. Nur der Kühlergrill hatte sich verändert und bestand aus vier horizontalen Chromstäben, die unterhalb der in die Kotflügel integrierten Scheinwerfer zum Stoßfänger nach unten geführt waren. Hintere und vordere Stoßfänger waren um die Fahrzeugecken herum bis zu den Radausschnitten gezogen. Auch wurde der Beiname Special wieder genutzt.
Ab 1947 gab es auf Wunsch wieder den bekannten Achtzylindermotor und ein Cabriolet sowie ein Kombi waren ebenso zu haben. Die zweitürige Limousine wurde durch ein ebensolches Coupé ersetzt. 1948, im letzten Produktionsjahr, gab es wenig Veränderungen. Nur der Beiname Special wurde, wie beim 70, durch Dynamic ersetzt.
Im Jahr darauf löste der 76 den 60 als Einstiegsmodell ab.

Oldsmobile Special Sixty V8, Baujahr 1947
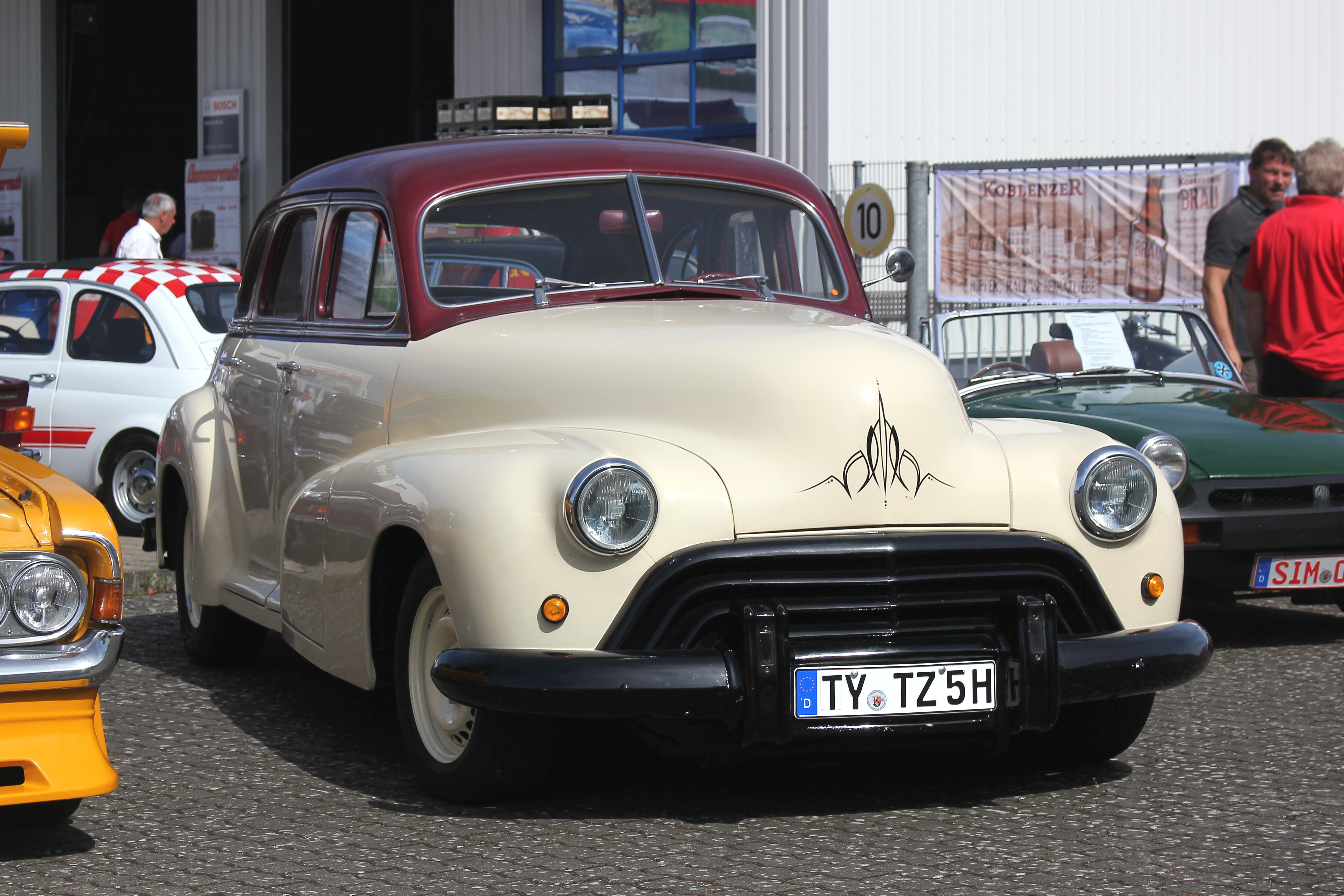
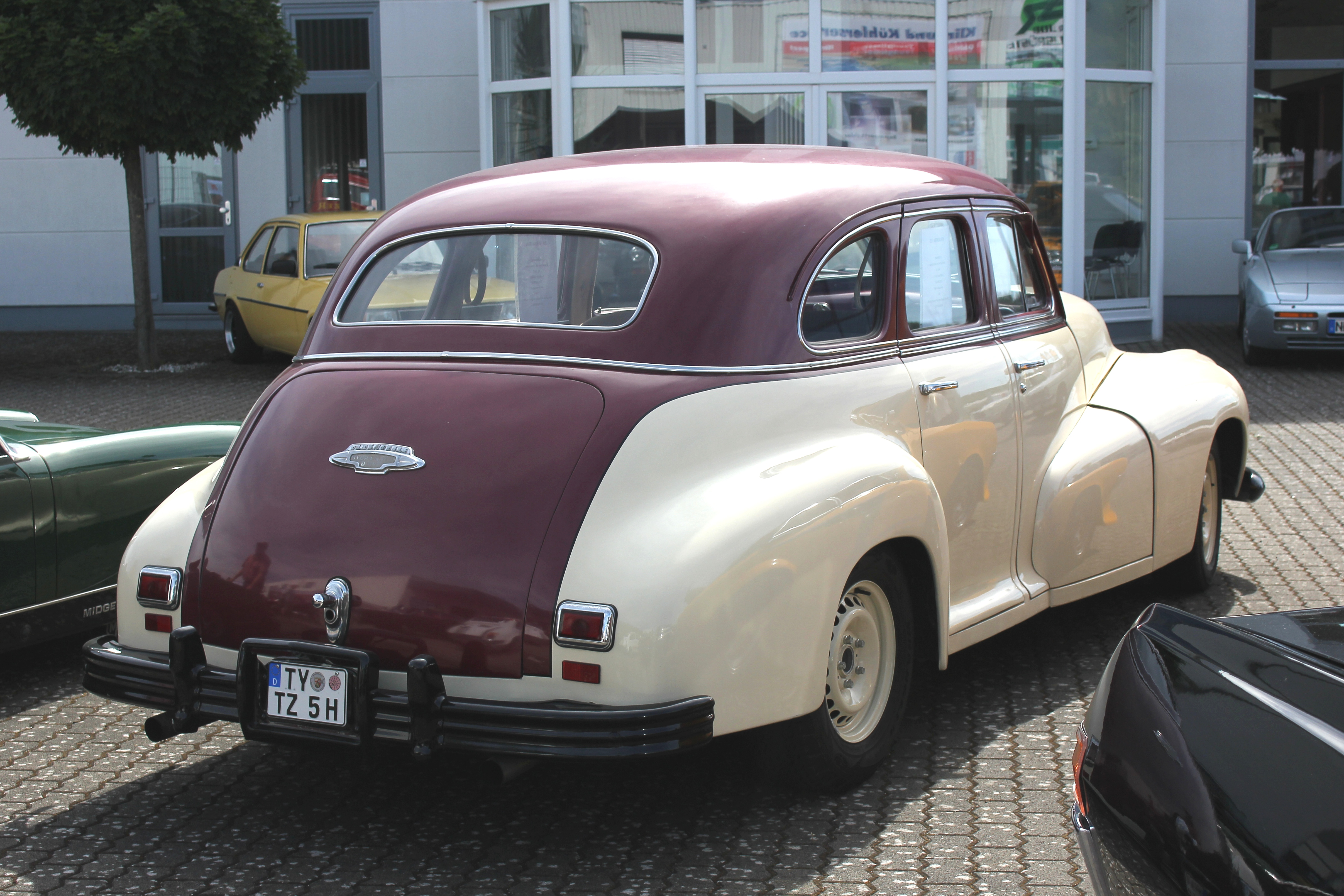
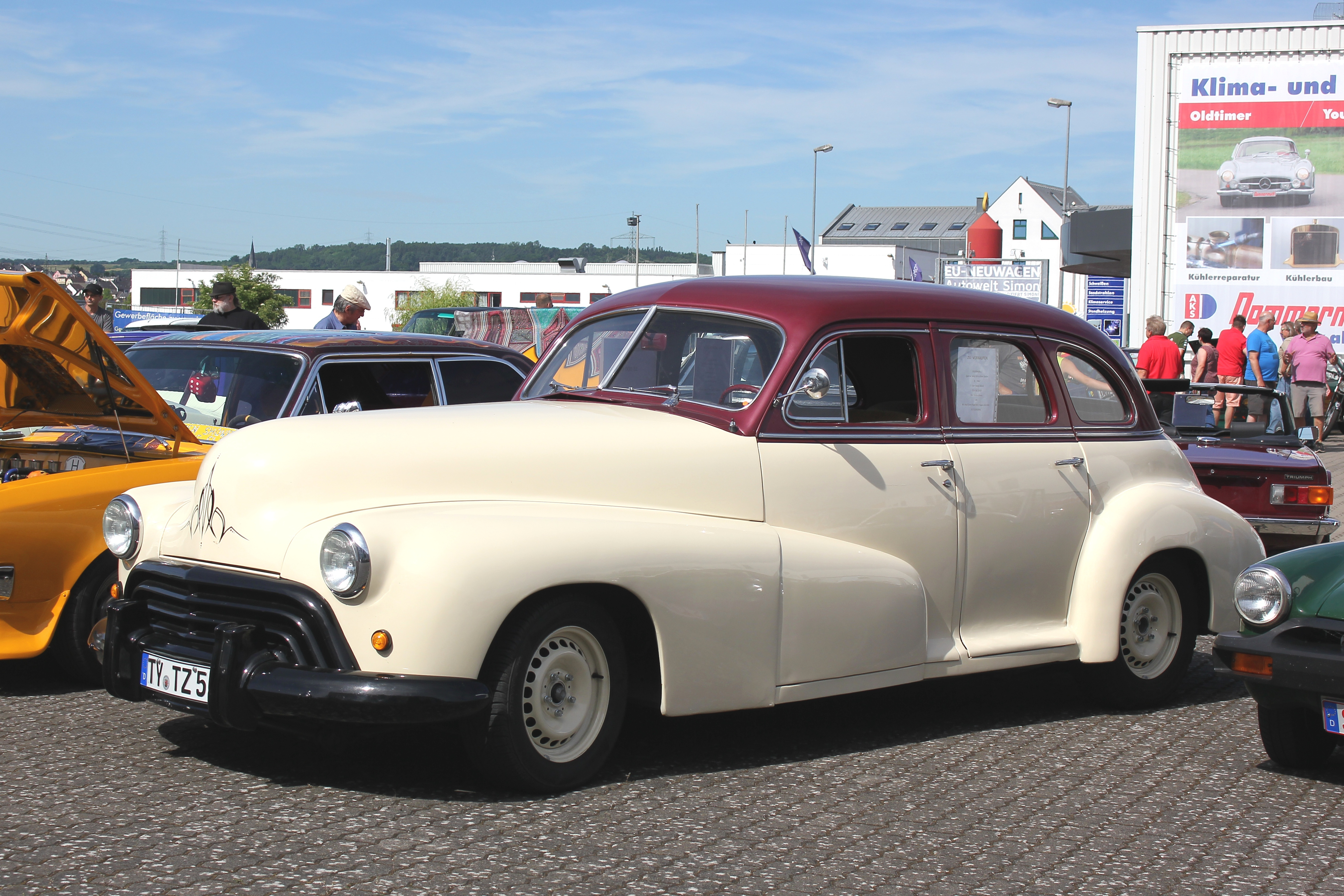

## Fertigung in Australien
Der Oldsmobile 60 wurde 1946–1948 auch von Holden in Australien hergestellt, wo er als Oldsmobile Ace verkauft wurde. Die Wagen wurden mit australischen Karosserien versehen und unterschieden sich vollkommen von den Oldsmobile 60 aus US-amerikanischer Produktion. Sie waren die letzten GM-Modelle mit hinten angeschlagenen Türen.